# 終の棲家 (仙川環)
『終の棲家』（ついのすみか）は、仙川環による日本の推理小説。文庫書き下ろし。
女性新聞記者を主人公とした作品で、著者の仙川が新聞社を辞めたばかりの頃に担当編集者から「記憶が生々しいうちに書いておいた方がいい」と言われて執筆を決めた。小説を書かないと生活できないというプレッシャーもあって気持ちがとげとげしていた頃だったため、主人公の智子に高飛車で空気が読めないという要素が加わってしまったのかもしれないとのちのインタビューで語っている。
2014年にテレビドラマ化された。

## あらすじ
MBAを取得していることを買われ、大日本新聞社で念願の経済部に配属されたにもかかわらず、2か月前に社会部に異動となってしまった麻倉智子は、現場へ行って対象を追いかけ回すという部の性質について行けず、戸惑っていた。企画をあげてもあっという間にボツにされ、なんとか書き上げた記事も掲載直前で取材対象者の死亡により他の記事に差し替えられてしまう。
早くも仕事に辟易していたが、次期局次長を狙う社会部部長の蓑田守彦の思惑と援護により、智子は得意分野である介護や医療、年金などの問題を総合的に扱う企画班のメンバーに選ばれる。俄然やる気になった智子は、以前介護の現場を取材した時に唯一協力してくれた社会福祉法人「銀愛会」の秋本直己に紹介してもらい、高齢者を在宅介護している家を往診している医師・平林彰について介護者宅を訪れ取材する。
梅田春江は孤独死を怖がり、片岡敬は「自分1人でやれるから誰かの世話はいらない」と主張し、”在宅でも安心”というコメントをとりたかった智子の思惑は外れたが、なんとか初の連載「明日の介護」の第1回記事を書き上げる。しかし古巣の経済部や整理部の嫌がらせにより、結局智子の記事は紙面には載らなかった。落胆し、今度こそ仕事を辞めようと考えた智子だったが、紙面の片隅に自分が取材した片岡敬の死亡記事を見つける。心臓発作で亡くなったらしい。
そのわずか4日後に梅田春江も自宅で孤独死したと聞き、「自分が取材した人間が連続して亡くなるなんてまるで死神ね」と自嘲する智子だったが、同期の原島大吾は不穏なものを感じた。調べを進めると、亡くなった2人を往診していた平林医師が以前栃木県内の公立病院にいた頃、老人介護の専門誌で「子供に負担をかけたくないと訴える患者から懇願されたら手をかしたくなる」と自殺幇助を示唆するコメントをしていたことが判明する。
社会部のデスクである的川康弘に取材の続行を申し出た智子と大吾は、取材メモが抜群に詳しい松江信二をメンバーに加え、自殺幇助や依頼殺人、連続殺人の可能性さえも出てきたこの案件を追う。

## 登場人物

### 大日本新聞社

#### 社会部
麻倉 智子（）
主人公。2か月程前に経済部から社会部に異動してきたばかりの記者。MBAを持っている初めての記者という特別扱いで支局勤務は免除され、経済部に即配属される。経済部時代は農水省に経済部記者として常駐していたこともあり、企画、インタビュー、解説記事などを中心に書いていた。アメリカに留学経験があり、英語も達者。経歴やステータスを自慢に思っている。ファッションも実用性より見た目重視で、取材時でも20万のスーツに身を包んで長い髪を巻き、化粧も濃い。場違いな姿でいることに気付かず、部下として最低限の気遣いすらできないため、男性陣からは「麻倉女史」と呼ばれ、距離を置かれている。
島根の片田舎に育ち、大学進学時に上京。現在は駒場東大前に住んでいる。
原島 大吾（）
智子と同期の記者。30代半ば。智子と同じ遊軍のサブキャップだが、キャップが現在うつ病でほとんど出社していないため、実質十数人のとりまとめ役となっている。疲れている時ほど明るい声を出して頑張り、マイナー雑誌などからも情報収集を怠らない”できる記者”だが、元は警察担当で、今も戻りたいと思っている。大学ではラグビー部に所属していたこともあり、見た目はがっちりして爽やかなスポーツマン。しかし智子に「セクハラ」と言われるにもかかわらずボディタッチの癖が治らず、パソコンのデスクトップも女性のヌード写真にしているなど、智子曰くデリカシーはゼロ。
既婚者で小学2年生の娘がいる。母方の祖母の認知症がひどく、母親が過労や鬱になりながら自宅介護を続けていた姿を目の当たりにしていた。
的川 康弘（）
社会部デスク。天然パーマでぼろモップのような頭をしている。巨体を震わせて怒鳴り、自分の考えをはっきり述べ、「ダメなものはダメ」と理屈抜きでつっぱねることがある。20年の記者生活の半分は警察担当だった。見てくればかりにこだわる智子が理解不能で異星人のように感じ、胸糞悪いと感じている。来年、ホテルニューオータニで挙式予定の妻に似た美人の娘がいる。
村沢（）
社会部デスク。無精ひげさえなければ男前。何を考えているのかわからないところがあるが、いつも冷静で、智子の記者としての欠点を早々に見抜き、本人に対してズバッと指摘したり、さらっと助言したりする。
森下（）
社会部デスク。中身のない原稿をもっともらしく立て直すのが得意。
蓑田 守彦（）
社会部部長で、智子を社会部にひっぱった張本人。前髪を七三に分けている。大日本新聞社には他の大手の試験に軒並み落ちたために仕方なく入社した。初めて配属されたのは福岡支局だったが、新人研修の時、地方勤務のことをバカにしたり、仕事の素晴らしさを語る蓑田の意見を一蹴し、地位やステイタスのある方が優位だと主張した同期の輪島とはその時から犬猿の仲。共に次期局次長を狙っているが、輪島が上司から育てるように言われたものの投げ出した麻倉を育て上げることで、輪島の評判を下げようと目論んでいる。
松江 信二（）
社会部記者。報告の仕方が下手で、結論を先に述べる”逆三角形”ではなく、結論が後回しになる”正三角形”になってしまいよく怒られる。細身で眼鏡をかけている。春までは宇都宮支局にいた。大学時代は卓球部所属。高齢者の話を聞くのがうまく、取材メモは群を抜いて詳しい。
小笹 美智子（）
社会部の記者。粘り強い一面があり、コツコツと地味な仕事を積み上げるタイプ。智子より2つ年下で、右隣の席に座っている。智子とは対照的に化粧気はなく、ショートカット。いつも眉間にしわを寄せている。大吾の下で動くことが多い。
森（）
社会部記者。医療担当。大吾の部下。

#### 経済部
旗田（）
経済部のデスクであり、この冬まで智子の上司だった男。おしゃれ。
輪島（）
経済部長で蓑田の同期・ライバル。局次長の川崎から智子を育てることを押しつけられたが反発して投げ出した。髪の毛や服装も洗練されていて、エリートの雰囲気をもつ。他の新聞社やNHKの入社試験にも受かったのにあえて大日本新聞社に来たという噂がある。入社して初めての配属先は横浜支局。
弘岡 道之（）
経済部の中堅記者。暇があればパソコンでゲームをしているが、やることにはソツがなく、現在は厚生労働省につめている。小笹とは同期。
幹部
川崎（）
局次長。太った身体つきで、頬の肉は垂れ下がっており、銀縁眼鏡をかけている。独自モノの記事しか受け付けないと豪語し、野太い声で部下らを雷を落とすように怒鳴りつける。次期編集局長や社長のイスも狙っているらしい。
経済部の筆頭デスクだった時代、「これからは専門記者の時代だ」とあちこちに吹聴したものの、実際に採用したMBA取得者は軒並み使い物にならなかった。しかし負けず嫌いでそれを認めることができず、なんとしても智子をエース級に育てろと輪島に指示する。執念深い。
宮野（）
編集局長。細身。政治部あがりのやり手。支局時代の村沢を可愛がっていた。

#### その他
小森（）
神戸支局長。的川の同期で、時々食事をする仲。小柄。

### 介護関係者
秋本 直己（）
杉並区や世田谷区など都内西部を中心に介護サービスを手掛ける社会福祉法人「銀愛会」の統括部長。介護という仕事に全身全霊をかけて打ち込んでいる熱血漢。40過ぎだが初々しく、スポーツ刈りに近い短髪でありながら髭が薄く眉も細いため、中世的な雰囲気を持つ。歌っているような話し方をする。ヘルパーとして働いていた時に、朝冷たくなっている介護者を発見した経験から、介護の実情を変え、老老介護と孤独死をなくすためにはマスコミの力が必要と考え、取材には積極的に協力する。しかし熱意が感じられない取材には憤ることもしばしば。
平林 彰（）
在宅介護の患者を往診している医師。角刈りでごま塩短髪、鷲のように鋭く蛇のように嫌な目つきでよく日焼けもしているため、医師というよりは職人を思わせる。あちこちがへこみ、鳩の糞も点在している小型車で患者の往診に向かう。
岩崎 清三（）
秋本が担当する患者。83歳。2年前に心筋梗塞を発症して入院していたが、まだ不整脈や息切れがひどいにもかかわらず症状は安定したとみなされ、1か月前に在宅医療に切り替わり、現在は奥さんと2人暮らし。ほぼ寝たきりだが、受け答えはまだしっかりしている。
智子が取材した3日後に亡くなってしまったため、掲載できず取材はボツになった。奥さんは隣の部屋にいたが、風邪薬をのんで寝込んでいたので気づかなかったという。
梅田 春江（）
平林の往診を受けている患者。83歳。小柄な女性。高枝切りハサミで庭の剪定をしている最中に転倒して大腿骨を骨折してから歩行が困難となり、ほぼ寝たきり状態となっている。軽度の狭心症もあり、要介護認定は3。夫は10年ほど前に亡くなり、1人娘も横浜に嫁いでいて1人暮らしのため、日中はホームヘルパー、夜間は巡回介護を利用している。特別養護老人ホームにも申し込んでいたが、空きが無く入れなかった。
孤独死を何より怖がっていたが、心配していた通りの最期となってしまった。
河村 慶子（）
春江の娘。小田急小田原線・本厚木駅からタクシーで15分ほどのところにあるお酒のディスカウントショップ「リカー・カワムラ」を夫婦で経営しているが、経営状態はギリギリ。どす黒い肌をしており、やせ細っている。
片岡 敬（）
平林の往診を受けている患者。80歳。背が高く痩せており、側頭部にわずかにわた毛のような髪が残っている。元は東京大学の名誉教授で、現在も身体は元気だが、認知症を患っている。奥さんを亡くし、息子夫婦は同居しようと何度も提案しているが、1人でやっていけると頑なに拒み、施設に入れようとすると暴力的になってしまうため、仕方なく1人で生活させている。本人は気づいていないが、給湯器以外のガスは止められ、電磁調理器などもすべて自動消火するように特殊工事され、門には鍵がかけられて外からしか開かない。
片岡 幹彦（）
片岡敬の息子。工学系の私立大学・平城大学の教授。50代半ば。
桂木 亮一（）
平林の往診を受けている患者。築30年は超えているだろうと思われる団地の4号棟506号室に住んでいる。腕のいい印刷工だったが、2年前からほぼ寝たきりとなり、やせ細っている。平林の言葉に救われたと話す。
桂木 博（）
亮一の息子。埼玉の川口にアパートがあり、妻と子供もいるが、父親と同じく印刷工として働きながら、亮一の家に住み込んで介護をしている。ホームベースのような顔をしており、天然パーマの髪は半分ほど白髪が混じっている。

### その他
如月 美智子（）
「如月クリニック」の院長。地味な風貌の中年女性。積極的な治療をすすめない平林医師とは対の意見をもつ。見かけによらず人情派。
若杉 恵（）
平林クリニックの元医療事務員。
雨宮（）
川田大学（八王子にある中堅の私立大学）薬学部講師。専門は薬化学。平林とは大学のクラブ・ワンダーフォーゲル部で一緒だった。変わり者。痩せ型で髪の毛がかなり寂しく、40代後半に見える。

## テレビドラマ
2014年7月20日・27日にNHK BSプレミアムの「プレミアムドラマ」枠でテレビドラマ化された。主演は桐谷美玲。
主演の桐谷は脚本を読んで介護の実情に驚き、介護のことについてほとんど知らないことに気づいたため役をどう演じるか悩んだが、何度も共演している岡田義徳や監督、スタッフらとさまざまなパターンや心情を考え、日本テレビ系報道番組『NEWS ZERO』でのキャスター経験を生かし、話のテンポや目線を合わせ方、取材の際に使うレコーダーの置く位置などにこだわって撮影を進めた。

### キャスト
詳細な人物説明は原作項目を参照。本項では簡単な続柄を記載。
麻倉智子（あさくら ともこ）
演 - 桐谷美玲
大日新聞社社会部新人記者。
秋本直己（あきもと なおみ）
演 - 岡田義徳
銀愛会ケアセンターケアマネジャー。
原島大悟（はらしま だいご）
演 - 加藤虎ノ介
大日新聞社社会部記者。
的川康弘（まとかわ やすひろ）
演 - 相島一之
大日新聞社社会部デスク。
蓑田守彦（みのだ もりひこ）
演 - 今井雅之
大日新聞社社会部部長。
松江信二（まつえ しんじ）
演 - 郭智博
大日新聞社社会部記者。
水谷弥生
演 - 竹内都子
銀愛会ケアセンターヘルパー。
麻倉優美子
演 - 田島令子
智子の母。自宅で父の幸吉を介護した。
麻倉陽子
演 - 遊井亮子
智子の姉。
河村慶子（かわむら けいこ）
演 - 古村比呂
梅田春江の娘。
河村達夫
演 - 篠塚勝
慶子の夫。
片岡幹彦（かたおか みきひこ）
演 - 橋爪淳
片岡崇の息子。
藤木麗子
演 - 池上季実子
銀愛会ケアセンターケアセンター長。
雨宮紀夫
演 - 中村育二
平林の知り合い。大学で薬の研究をしている。
大竹彩子
演 - 小野麻亜矢
水谷和子
演 - 篠塚登紀子
麻倉幸吉
演 - 沼田爆
智子の祖父。島根の自宅で娘に介護されて余生を過ごす。
岩崎清三（いわさき せいぞう）
演 - 織本順吉
銀愛会ケアセンターからヘルパー派遣を受けている要介護度4の利用者。
岩崎芙美子
演 - 大方斐紗子
清三の妻。認知症。
片岡崇
演 - 麿赤兒
銀愛会ケアセンターからヘルパー派遣を受けている利用者。認知症。
梅田春
演 - 佐々木すみ江
銀愛会ケアセンターからヘルパー派遣を受けている要介護度5の利用者。
平林彰（ひらばやし あきら）
演 - 平泉成
訪問診療医。

### スタッフ
- 原作 - 仙川環『終の棲家』（ハルキ文庫）
- 脚本 - 田辺満
- 音楽 - P.P.M
- 演出 - 藤井裕也（AX-ON）
- 音響効果 - 石井和之
- 介護監修 - 針田進
- 医療考証 - 冨名腰文人
- 医療指導 - 中澤暁雄
- 法律考証 - 柴崎菊恵
- 取材協力 - 朝日新聞社
- 制作統括 - 管原浩（NHK）、大森美孝（AX-ON）
- 制作著作 - NHK、日テレアックスオン

### 放送日程
| 各話 | 放送日  | ラテ欄                         |
| ---- | ------- | ------------------------------ |
| 前編 | 7月20日 | 在宅介護えぐる社会派ミステリー |
| 後編 | 7月27日 | 介護老人連続死の先にあるものは |

| NHK BSプレミアム プレミアムドラマ       | NHK BSプレミアム プレミアムドラマ    | NHK BSプレミアム プレミアムドラマ          |
| 前番組                                  | 番組名                               | 次番組                                     |
| --------------------------------------- | ------------------------------------ | ------------------------------------------ |
| プラトニック （2014年5月2日 - 7月13日） | 終の棲家 （2014年7月20日 - 7月27日） | そこをなんとか2 （2014年8月3日 - 9月21日） |